# Mihr-Narseh
Mihr-Narseh est un homme politique influent de l'Empire sassanide, ayant vécu au Ve siècle.
Il est issu d'une famille distinguée et a occupé des postes importants à la cour sous les règnes des rois Yazdgard Ier, Vahram V et Yazdgard II. Il est décrit dans une inscription de Firouzabad comme Wuzurg Framadar, le principal fonctionnaire de la cour royale. Il a apparemment pu occuper cette position influente pendant plusieurs décennies.
Mihr-Narseh remonte - tout comme les rois - aux mythiques Kaïaniens. Dans la tradition, on lui attribue la création de postes importants (tels que artēštārān sālār, chef des guerriers) dans les domaines administratif, religieux et militaire. Selon Tabari, il nomma ses fils Zurwandad, Mah-Guschnasp et Kardar aux fonctions de hērbedān hērbed (chef des prêtres), vāstaryōšān sālār (principal percepteur des impôts fonciers) et artēštārān sālār. Des sources arméniennes rapportent que Mihr-Narseh a joué sous Yadzgard II un rôle important dans la tentative d'imposer le zoroastrisme aux chrétiens de l'empire. En raison du nom donné à l'un de ses fils (Zurvandad) et de la plantation de 12 000 arbres par Mihr-Narseh, on en a conclu qu'il était probablement un partisan du zervanisme (le nombre d'arbres va dans le sens des spéculations sur l'âge mondial du zervanisme). Mihr-Narseh aurait également fondé plusieurs sanctuaires du feu dans la province du Fars.
Si l'on suit une tradition ultérieure, il était encore prêtre dans le temple du feu sous Vahram V. Il aurait travaillé comme esclave du temple sur un domaine de la couronne sous Yazdgard II en punition d'une infraction, mais aurait été autorisé à servir à nouveau comme homme libre sous Péroz Ier.
Son nom et son titre de Wuzurg Framadar sont mentionnés sur l'inscription de Mirh-Narseh.